# Ekstraliga słowacka w unihokeju mężczyzn
Ekstraliga słowacka w unihokeju mężczyzn – najwyższa klasa ligowych rozgrywek unihokeja mężczyzn na słowacji. Triumfator ligi zostaje Mistrzem Słowacji, zaś najsłabsza drużyna relegowana jest do I ligi. Rozgrywki organizowane są od sezonu 2001 r. przez Slovenský zväz florbalu. Najbardziej utytułowanym klubem jest ŠK 1. FBC Trenčín, który posiada 6 tytułów Mistrza Słowacji. Od sezonu 2013/14 rozgrywki odbywają się pod nazwą Salming Ekstraliga.

## Edycje rozgrywek
| Sezon               | mistrz                                        | wicemistrz                                    | III miejsce                                   |
| Slovak florbal tour | Slovak florbal tour                           | Slovak florbal tour                           | Slovak florbal tour                           |
| ------------------- | --------------------------------------------- | --------------------------------------------- | --------------------------------------------- |
| 2001/2002           | HKL-MJM Petržalka                             | ŠK FBC Dragons Ružinov                        | FBC Ružinov Bratislava                        |
| 2002/2003           | HKL-MJM Petržalka                             | ŠK FBC Dragons Ružinov                        | ATU Košice                                    |
| 2003/2004           | HKL-MJM Petržalka                             | ATU Košice                                    | White Grizzlies Žilina                        |
| 2004/2005           | HKL-MJM Petržalka                             | ŠK FBC Dragons Ružinov                        | ATU Košice                                    |
| 2005/2006           | HKL-MJM Petržalka                             | ŠK FBC Dragons Ružinov                        | ATU Košice                                    |
| 2006/2007           | ŠK FBC Dragons Ružinov                        | VŠK FTVŠ Hurikán Bratislava                   | ATU Košice                                    |
| 2007/2008           | VŠK FTVŠ Hurikán Bratislava                   | ŠK 1. FBC Trenčín                             | FbO Florko Košice                             |
| 2008/2009           | ŠK 1. FBC Trenčín                             | FbO Florko Košice                             | ŠK FBC Dragons Ružinov                        |
| 2009/2010           | ŠK FBC Dragons Ružinov                        | FbO Florko Košice                             | ŠK 1. FBC Trenčín                             |
| 2010/2011           | ŠK 1. FBC Trenčín                             | VŠK FTVŠ Hurikán Bratislava                   | ŠK FBC Dragons Ružinov                        |
| 2011/2012           | ŠK 1. FBC Trenčín                             | FbO Florko Košice                             | VŠK FTVŠ Hurikán Bratislava                   |
| 2012/2013           | ŠK 1. FBC Trenčín                             | FBC Grasshoppers AC UNIZA Žilina              | VŠK FTVŠ Hurikán Bratislava                   |
| Salming Ektraliga   |                                               |                                               |                                               |
| 2013/2014           | FbO Florko Košice                             | FBC Grasshoppers AC UNIZA Žilina              | VŠK FTVŠ Hurikán Bratislava                   |
| 2014/2015           | FBC Grasshoppers AC UNIZA Žilina              | ATU Košice                                    | Tsunami Záhorská Bystrica                     |
| 2015/2016           | ATU Košice                                    | FbO Florko Košice                             | FBC Grasshoppers AC UNIZA Žilina              |
| 2016/2017           | Tsunami Záhorská Bystrica                     | Florbalový klub AS Trenčín                    | ATU Košice                                    |
| 2017/2018           | Tsunami Záhorská Bystrica                     | FbO Florko Košice                             | TJ A-FbO Nižná                                |
| 2018/2019           | Florbalový klub AS Trenčín                    | Tsunami Záhorská Bystrica                     | TJ A-FbO Nižná                                |
| 2019/2020           | Sezon niedokończony wskutek pandemii COVID-19 | Sezon niedokończony wskutek pandemii COVID-19 | Sezon niedokończony wskutek pandemii COVID-19 |
| 2020/2021           | Sezon niedokończony wskutek pandemii COVID-19 | Sezon niedokończony wskutek pandemii COVID-19 | Sezon niedokończony wskutek pandemii COVID-19 |
| 2021/2022           | ŠK 1. FBC Trenčín                             | Tsunami Záhorská Bystrica                     | FaBK ATU Košice                               |
| 2022/2023           | ŠK 1. FBC Trenčín                             | Tsunami Záhorská Bystrica                     | FbO Florko Košice                             |
| 2023/2024           | Lido Bratislava                               | Tsunami Záhorská Bystrica                     | FBC Grasshoppers AC UNIZA Žilina              |

## Bilans klubów 2001/2023
| Pozycja | Nazwa klubu                       | mistrz                                 | wicemistrz                       | III miejsce                            |
| ------- | --------------------------------- | -------------------------------------- | -------------------------------- | -------------------------------------- |
| 1.      | ŠK 1. FBC Trenčín                 | 6 (2009, 2011, 2012, 2013, 2022, 2023) | 1 (2008)                         | 1 (2010)                               |
| 2.      | HKL-MJM Petržalka                 | 5 (2002, 2003, 2004, 2005, 2006)       |                                  |                                        |
| 3.      | ŠK FBC Dragons Ružinov Bratislava | 2 (2007, 2010)                         | 4 (2002, 2003, 2005,2006)        | 1 (2009)                               |
| 4.      | Tsunami Záhorská Bystrica         | 2 (2017, 2018)                         | 3 (2019, 2022, 2023, 2024)       | 1 (2015)                               |
| 5.      | FbO Florko Košice                 | 1 (2014)                               | 5 (2009, 2010, 2012, 2016, 2018) | 1 (2008)                               |
| 6.      | ATU Košice                        | 1 (2016)                               | 3 (2004, 2006, 2015)             | 5 (2003, 2005, 2006, 2007, 2011, 2017) |
| 7.      | VŠK FTVŠ Hurikán Bratislava       | 1 (2008)                               | 2 (2007, 2011)                   | 3 (2012, 2013, 2014)                   |
| 8.      | FBC Grasshoppers AC UNIZA Žilina  | 1 (2015)                               | 2 (2013, 2014)                   | 1 (2016)                               |
| 9.      | Florbalový klub AS Trenčín        |                                        | 1 (2017)                         |                                        |
| 10.     | TJ A-FbO Nižná                    |                                        |                                  | 2 (2018-2019)                          |
| 11.     | FBC White Grizzlies Žilina        |                                        |                                  | 1 (2004)                               |
| 12.     | FBC Ružinov Bratislava            |                                        |                                  | 1 (2002)                               |